# Monte Rushmore
O Monte Rushmore (em inglês:  Mount Rushmore; em dacota:Tȟuŋkášila Šákpe, Igmútȟaŋka Pahá) localiza-se em Keystone, no estado do Dakota do Sul, Estados Unidos.
É um monte onde estão esculpidos os rostos de quatro Presidentes dos Estados Unidos: George Washington, o primeiro presidente dos EUA, Thomas Jefferson, autor da declaração da independência, Theodore Roosevelt, que conquistou maior conhecimento e liberdade de expressão, e Abraham Lincoln, que lutou pela paz do país durante toda a Guerra Civil. Ideia do pintor e escultor Gutzon Borglum, inicialmente era para ser feito apenas um busto, mas houve muita indecisão em relação a qual deveria ser construído. Demorou 14 anos para a obra ser finalizada (1927–1941).
O monumento é uma das atrações turísticas mais conhecidas dos Estados Unidos, rendendo ao Estado de Dakota do Sul o cognome de The Mount Rushmore State. Os gigantescos rostos, de 15 a 21 metros de altura, de George Washington, Thomas Jefferson, Abraham Lincoln e Theodore Roosevelt foram construídos com antigos instrumentos de engenharia, marretas e martelos a 150 metros de altura, na região de Black Hills. Borglum morreu pouco tempo antes de completar o seu trabalho. Terminada por seu filho, Lincoln, a obra foi inaugurada em 1941.
O monte foi designado, em 19 de outubro de 1966, um distrito do Registro Nacional de Lugares Históricos bem como, um Memorial Nacional.
A escultura no Monte Rushmore foi construída em terras que foram ilegalmente tomadas da Nação Sioux na década de 1870. Os Sioux continuam a exigir a devolução das terras e, em 1980, a Suprema Corte dos EUA decidiu no caso Estados Unidos v. Nação Sioux dos indígenas que a tomada das Black Hills exigia uma compensação justa e concedeu à tribo US$ 102 milhões. Os Sioux recusaram o dinheiro e exigem a devolução total das terras. Este conflito continua até os dias de hoje, levando alguns críticos do monumento a se referirem a ele como um "Santuário da Hipocrisia".

## Galeria

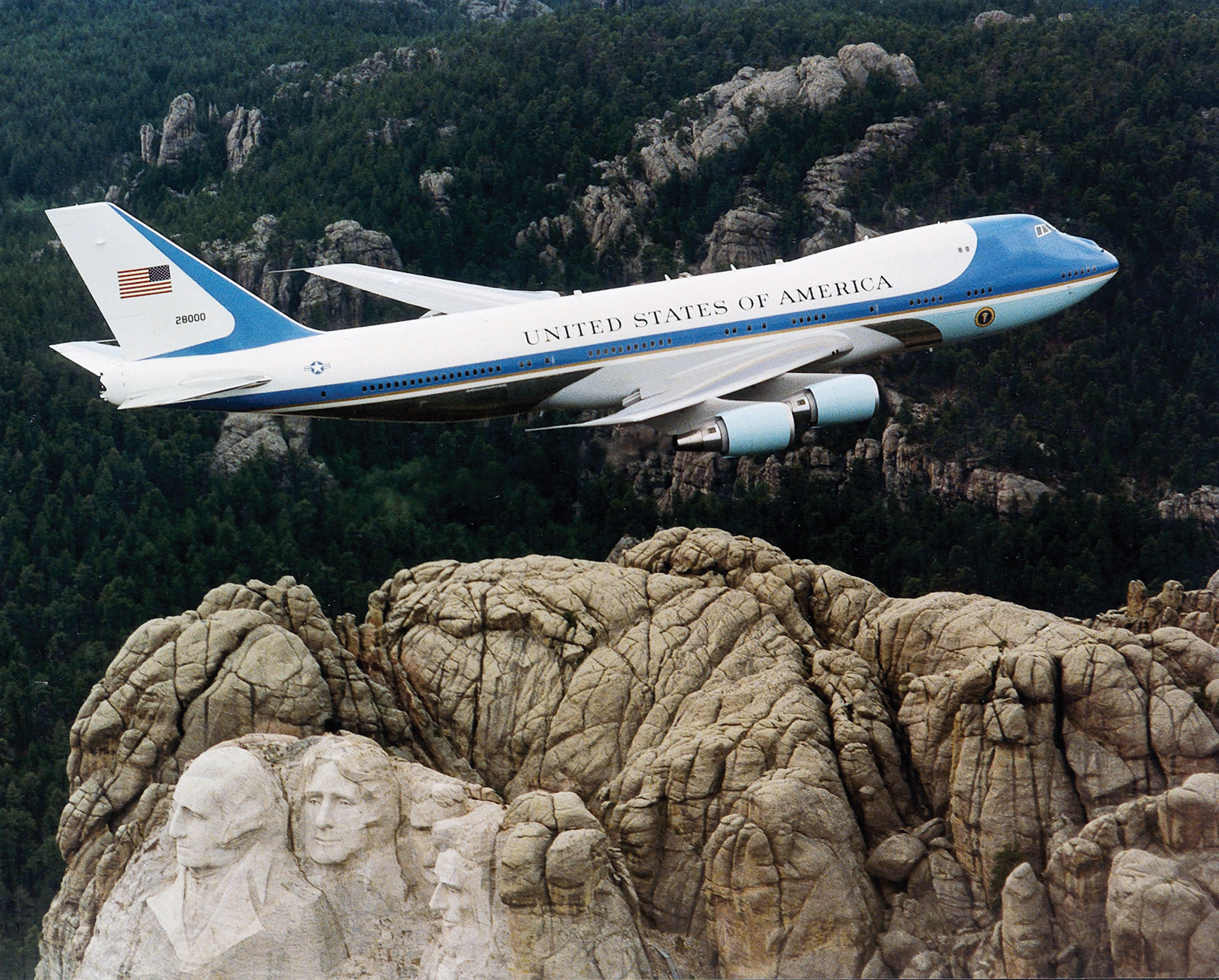
O Air Force One sobrevoa o Monte Rushmore
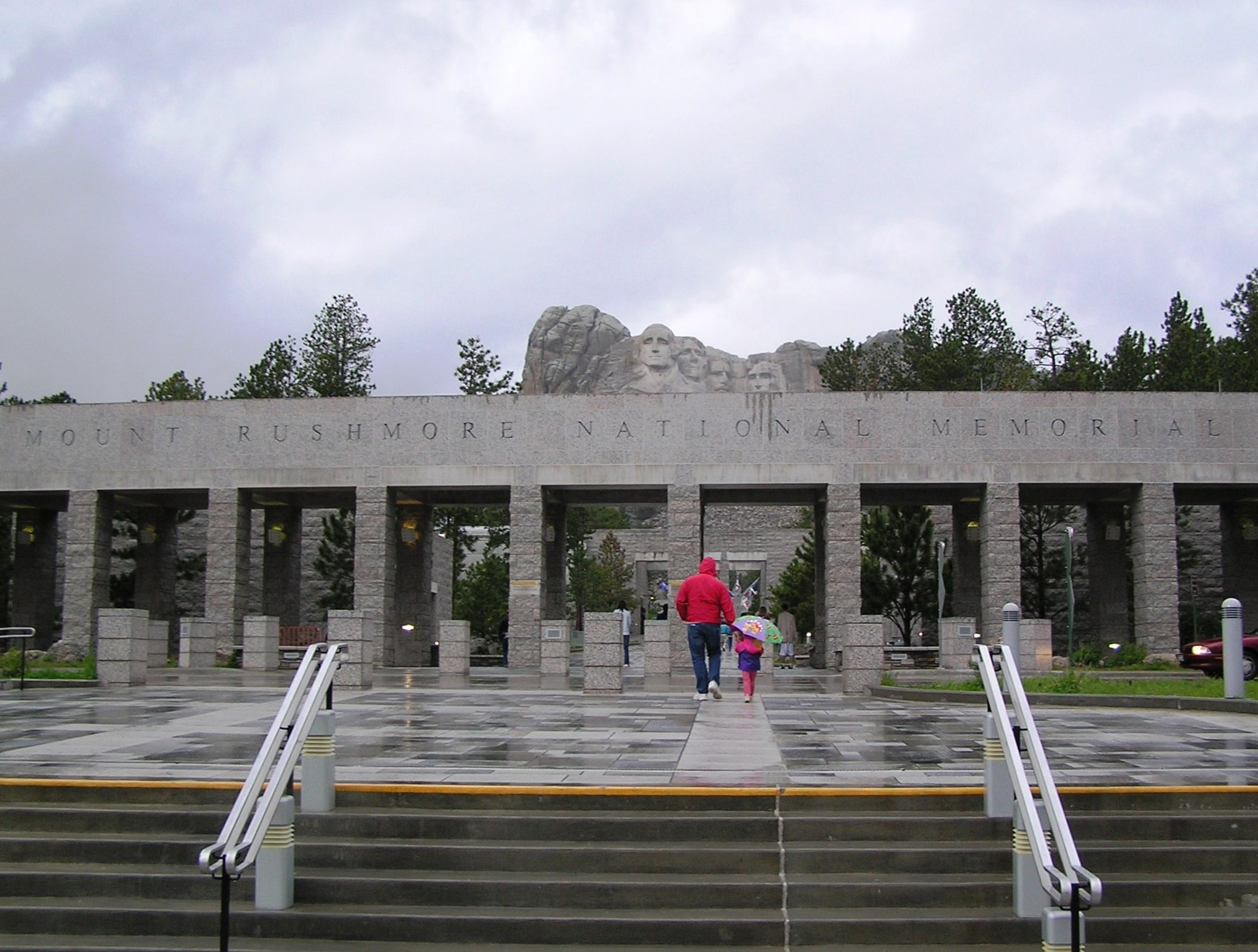
Entrada do al Nacional Monte Rushmore
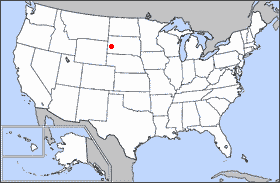
LocalizaçãOsdo Monte Rushmore